# 야르무크 전투
야르무크 전투(아랍어: معركة اليرموك, 그리스어: Ἱερομυαξ)는 라시둔 칼리파국과 동로마 제국간에 일어난 대전투이다. 이 전투는 서기 636년 8월에 갈릴리 해 남동쪽 오늘날의 시리아와 요르단 국경 사이 지대를 따라 난 야르무크강 주변에서 6일간 벌어졌다. 야르무크 전투에서 무슬림은 완승하여 동로마 제국은 아나톨리아 남부의 지배권을 영영 잃게 된다. 이 전투는 전쟁사에서 결정적인 전투로 손꼽히며, 무함마드가 죽은 뒤 이슬람이 당시 기독교 세력이 지배하던 레반트로 급속히 진출할 것을 예고하며 무슬림의 정복 역사상 중요한 의의를 갖는다.
동로마 제국의 이라클리오스 황제는 잃은 영토를 되찾고 무슬림의 진출을 막기 위해 636년 5월에 대규모 원정군을 보냈다. 동로마 제국 군대가 접근하자 무슬림들은 시리아로 물러나서 아라비아와 가까운 야르무크 평야에서 전열을 가다듬고 병력을 증강한 뒤 수적으로 우세한 동로마 군대를 무찔렀다. 이 전투는 할리드 이븐 알왈리드가 거둔 대승 가운데 하나이기도 하다. 야르무크의 승리 덕분에 알왈리드는 위대한 전술가이자 기병 지휘관으로 역사에 이름을 남겼다.